# خادم طباعة

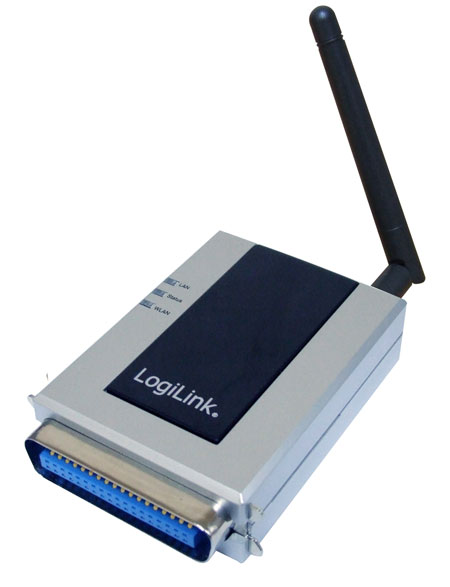

خادم الطباعة (بالإنجليزية: Print Server)‏ هو جهاز حاسوب أو أي جهاز آخر موصل به طابعة أو أكثر بإمكانه استقبال أوامر الطباعة من جهاز حاسوب زبون خارجي موصل إلى خادم الطباعة عبر شبكة حاسوبية. يقوم بعدها خادم الطباعة بإرسال البيانات إلى الطابعة (أو الطابعات) المناسبة التي يديرها.